# Globomanía

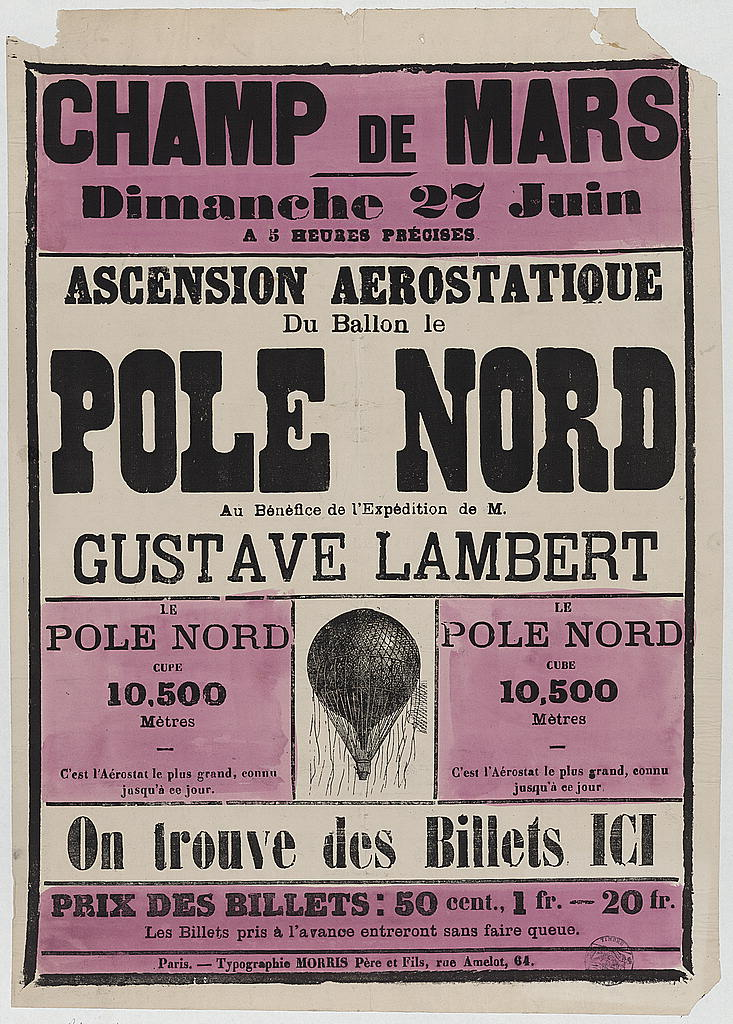
Anuncio de una demostración pública de vuelo en globo por Gustavo Lambert en París, 1869

La Globomanía fue un fuerte interés público o moda por los globos que se originó en Francia a finales del siglo XVIII y continuó en el siglo XIX, durante la llegada de los vuelos en globo. El interés comenzó con los primeros vuelos de los hermanos Montgolfier en 1783 (en un globo inflado con aire caliente). Poco después, Jacques Alexandre César Charles voló en otro tipo de globo (inflado con hidrógeno) y ambos tipos de globo se utilizaron a partir de entonces. La moda se extendió rápidamente en Francia y al otro lado del canal en Inglaterra.

## Orígenes
La ciencia de los gases más ligeros que el aire, y en concreto las propiedades del oxígeno, habían sido descubiertas ya en 1774 por Joseph Priestley, que observó su ligereza y sus cualidades explosivas cuando se calentaba. La química de los gases más ligeros que el aire y calentados fue finalmente puesta a prueba por los hermanos Montgolfier, dos fabricantes de papel en Francia, mientras experimentaban con aire calentado atrapado en bolsas de papel.
Sin embargo, la balloonomía tuvo su verdadero origen en el primer vuelo público en globo, el 4 de junio de 1783, con el lanzamiento de un gran globo de papel no tripulado (inflado con aire caliente) en el campo cerca de Annonay. El globo, construido por los hermanos Mongolfier, tenía nueve metros de altura, estaba hecho de papel y parece haber sido concebido como un truco publicitario para la empresa de fabricación de papel de los Montgolfier. Fue eficaz, ya que atrajo a una enorme multitud de espectadores.
Los globeros posteriores, como Jean-Pierre Blanchard y Vincent Lunardi explotaron este asombro ante la novedad de los globos para atraer a grandes multitudes y ganar fama personal, llegando Lunardi a proclamarse "ídolo de toda la nación [de Inglaterra]" en una carta a su tutor.

## Efecto en la sociedad

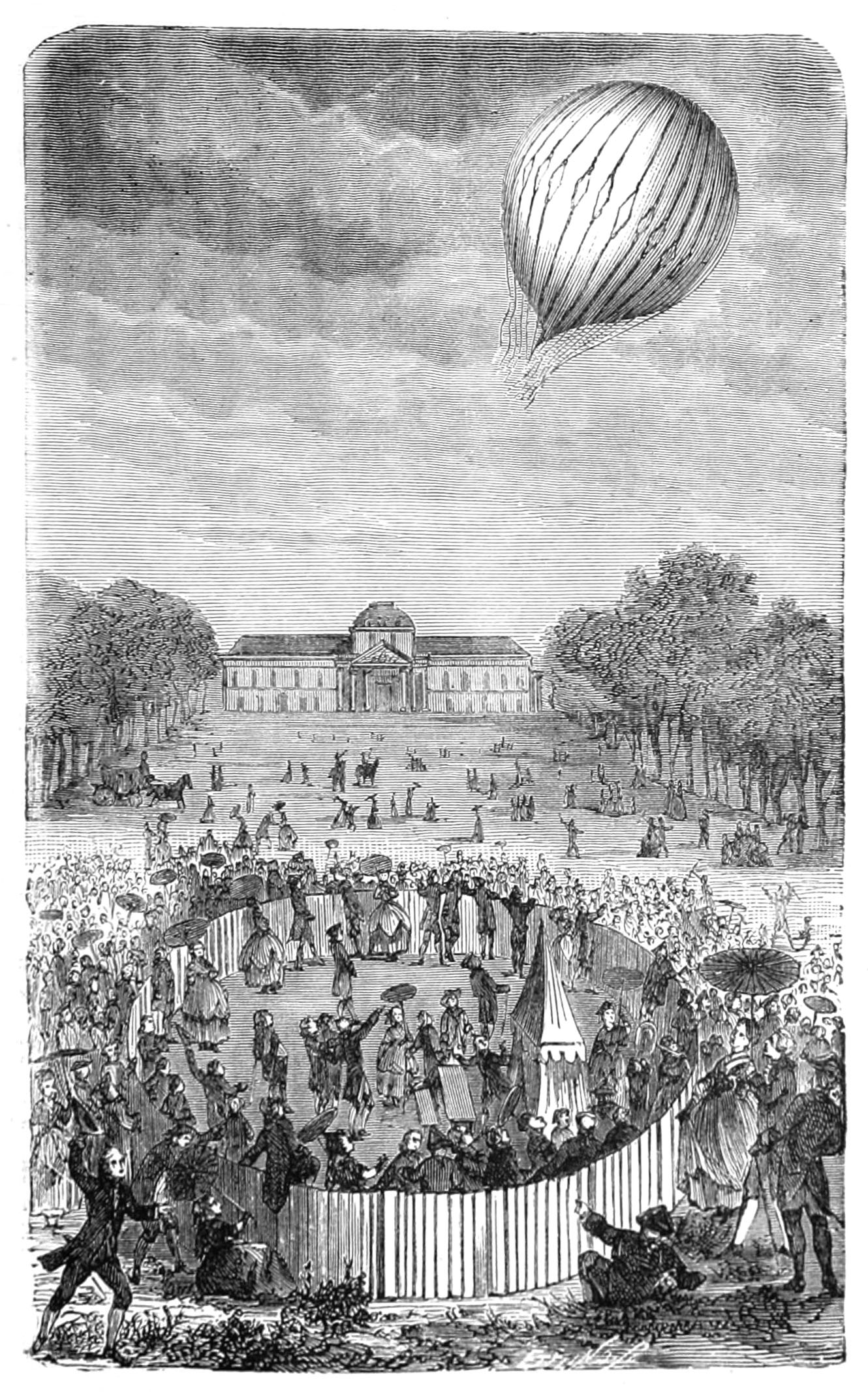
The Ascent of Charles's Balloon from the Champ de Mars, como se muestra en Wonderful Balloon Ascents (1870)

Los primeros lanzamientos de globos fueron recibidos con respuestas mixtas.  Una multitud de cientos o miles de espectadores entusiastas acudían al lanzamiento de un globo, amenazando incluso con hacer un motín si el lanzamiento se retrasaba. Sin embargo, algunos no estaban tan impresionados, como lo demuestran los acontecimientos del 27 de agosto de 1783, cuando el profesor Jacques Alexandre César Charles, al que se le había encargado la construcción de un globo rival de la versión de Montgolfier que utilizaba hidrógeno, lanzó su globo desde el Campo de Marte ante una gran multitud, entre la que se encontraba el científico estadounidense Benjamin Franklin. El globo viajó durante "cuarenta y cinco minutos y quince millas hasta el pueblo de Genoesse, donde fue atacado por campesinos asustados al aterrizar." 
Independientemente de estas reacciones negativas, que no fueron mayoritarias, el vuelo en globo no tardó en cautivar la imaginación de la población en general, con una multitud de hasta 400 000 personas clamando por ver a Jacques Charles realizar un ascenso tripulado en París el 1 de diciembre de 1783. Tanto Blanchard como Lunardi se hicieron famosos por sus acrobacias en globo, siendo Blanchard y su compañero, el Dr. John Jeffries, los primeros en cruzar el canal de la Mancha en globo el 7 de enero de 1785.

### Respuestas académicas y científicas
La reacción del público entre los intelectuales y académicos fue en general más fría, con algunos críticos de la balloonomanía como Sir Joseph Banks y Samuel Johnson, quien escribió en una carta de 1783 a Hester Thrale, que había preguntado sobre la naturaleza de los globos, Feliz es usted, señora, que tiene facilidad y ocio para desear la inteligencia de los globos de aire. Su existencia es, creo, indudable, pero no sé si pueden ser de alguna utilidad.
Sir Joseph Banks, un destacado científico natural, escribió que era escéptico sobre la utilidad de los globos, aunque reconocía la revolucionaria ciencia que había detrás: "Veo una inclinación en la parte más respetable de la Royal Society a protegerse de la balomanía hasta que se proponga algún experimento que resulte beneficioso para la sociedad o para la ciencia" . Sin embargo, tanto los hombres como otros científicos y académicos expresarían cierto interés personal en el uso de globos, y sugerirían posibles propósitos prácticos, con Banks sugiriendo originalmente que tal vez los globos podrían ser utilizados como una forma de contrarrestar el peso de un carro o carruaje, haciéndolos más fáciles de mover sobre el terreno. Incluso Johnson reconoció el potencial de la exploración, declarando: "Con qué facilidad trazaremos el Nilo a través de todos sus pasajes; pasaremos a regiones distantes y examinaremos la faz de la naturaleza, desde una extremidad de la Tierra hasta la otra"."
El Dr. John Jeffries, compañero de Blanchard, consideraba que el vuelo en globo era una parte importante de la exploración de los secretos del vuelo, de la naturaleza de la atmósfera superior y de la formación del clima, y llevó instrumentos como un barómetro de mercurio, un termómetro, un hidrómetro y un electrómetro para realizar diferentes mediciones de la atmósfera superior.
También hubo otras respuestas científicas positivas. Al recibir una carta de un amigo que relataba un vuelo en globo, el astrónomo William Herschel comenzó a pensar en la posibilidad de que los globos fueran útiles para la observación, ya que podrían llevar telescopios a las alturas, donde había más claridad. Esta idea acabaría evolucionando hasta el envío de telescopios en órbita, que se hizo realidad en 1990 con el lanzamiento del Telescopio Espacial Hubble.

### Colecciones y dibujos animados
En su punto álgido, la globo-manía desencadenó una revolución en los recuerdos y objetos de colección, con globos que aparecían en "platos, tazas, relojes, piezas de marfil para damas, cajas de rapé, pulseras, pipas de tabaco, pinzas para el pelo, alfileres de corbata, incluso un bidé de porcelana con un diseño de globos pintado en el interior." Estos objetos de colección fueron muy populares entre la población francesa a partir del invierno de 1783. Con el aumento del interés del público por los globos, pronto se convirtieron en objeto de burla. "Pronto aparecieron muchas caricaturas sexualmente sugerentes: las inevitables muchachas con pechos de globo levantadas de sus pies, monstruosos aeronautas inflados con enemas de gas, o mujeres 'inflamables' que llevaban a los hombres a las nubes."

### Literatura
La balloonomanía, como mera novedad, sirvió de inspiración a varios poetas, como Edward Nares, autor de la Ballooniada, una balada callejera sobre el vuelo en globo, que mencionaba la idea de volar a la luna.

¡Joven advenedizo! ¿Qué impulsó tu lejana huida,

más allá de la visión humana?

¿Ves ese orbe plateado que los hombres llaman luna?

Hacia allí te diriges ahora con tu globo de aire.

Edward Nares

La globomanía ejercería también una atracción sobre la imaginación de algunos de los poetas románticos. Los globos apelaban a las ideas de sublimidad de los escritores románticos, como Samuel Taylor Coleridge, que escribió sobre los globos como "una imagen del anhelo y la inspiración humana, a la vez edificante y aterradora" y William Wordsworth, que abrió el poema "Peter Bell" con la imagen de un barco en globo:

Hay algo en un Caballo volador,

Hay algo en un enorme globo

Pero a través de las nubes nunca flotaré

Hasta que tenga un pequeño barco

Con forma de luna creciente.
William Wordsworth

El Dr. Alexandre Charles se encontró haciendo el primer viaje en solitario en un globo (inflado con hidrógeno) el 1 de diciembre de 1783, un accidente imprevisto después de que el compañero del Dr. Charles saliera del globo, que luego se relanzó con sólo Charles dentro. Escribió: "Nunca un hombre se ha sentido tan solitario, tan sublime y tan absolutamente aterrorizado". El Dr. Charles nunca volvió a subir a un globo.
Percy Shelley también escribió sobre los globos, diciendo: "Parecería un mero juguete, una pluma, en comparación con las espléndidas anticipaciones del químico filósofo. Sin embargo, no hay que condenarlo del todo, pues promete prodigiosas facultades de locomoción, y nos permitirá atravesar vastas extensiones con facilidad y rapidez, y explorar países desconocidos sin dificultad. ¿Por qué ignoramos tanto el interior de África? ¿Por qué no enviamos intrépidos aeronautas para que la crucen en todas las direcciones y reconozcan toda la península en pocas semanas? La sombra del primer globo... al planear sobre ese infeliz país, emanciparía virtualmente a todos los esclavos, y aniquilaría la esclavitud para siempre." 
Shelley también escribió un soneto titulado "A un globo, cargado de conocimiento" que dice:

Bola de fuego que a través de la oscuridad de la noche

silenciosamente toma tu camino etéreo

Y con gloria sobrecogedora oscurece cada rayo

Centelleando entre las oscuras y azules profundidades del cielo

A diferencia del fuego que llevas, pronto te desvanecerás

Como un meteoro en la penumbra circundante, te desvanecerás

Mientras que lo inextinguible está condenado a brillar

Una luz de vigilancia junto a la tumba solitaria de los patriotas

Un rayo de coraje para los oprimidos y los pobres,

Una chispa que brilla en el hogar de la casucha

Que a través de las cúpulas doradas de los tiranos rugirá

Un faro en la oscuridad de la Tierra

Un Sol que sobre la escena renovada

Se lanzará como la Verdad donde Falshood [sic] todavía ha sido.
Percy Shelley

Sin embargo, la globofobia no fue universal entre los poetas románticos. A diferencia de Coleridge, Wordsworth y Shelley, William Blake se burló y satirizó la idea del vuelo tripulado en su obra en prosa inacabada "Una isla en la Luna".
Incluso después del final del período romántico, la balloonomanía continuó teniendo un efecto en la obra literaria posterior, incluyendo al primer escritor de ciencia ficción Julio Verne que escribió el libro Cinco semanas en globo en 1863, sobre las aventuras en globo de dos exploradores y su criado en África.

### Militar
Las aplicaciones militares de los globos fueron reconocidas muy pronto, con Joseph Montgolfier sugiriendo en broma en 1782 que los franceses podrían volar un ejército entero suspendido debajo de cientos de bolsas de papel hasta Gibraltar para arrebatárselo a los británicos.
Los líderes militares y políticos pronto empezaron a ver un potencial más práctico para el uso de globos en la guerra; específicamente en el papel de reconocimiento. El primer uso registrado de un globo en la guerra fue el despliegue de un globo llamado L'Entrepremant por los franceses en la batalla de Fleurus en 1794, que resultó en una victoria francesa sobre una coalición de fuerzas británicas y austriacas.
Tras esa victoria, Napoleón puso en marcha un cuerpo de globos aéreos con base en Meudon, y en Inglaterra se temió una invasión aérea, aunque ésta nunca llegó a producirse.  Napoleón llevó su cuerpo de globos a Egipto en 1798, pero su equipo fue destruido por Horatio Nelson en la Battle of Aboukir, y Napoleón disolvió su cuerpo de globos en 1799.
Los globos se utilizarían más tarde en la Guerra de Secesión estadounidense para el reconocimiento y la dirección de las descargas de artillería sobre los enemigos que estaban fuera de la vista de los artilleros en tierra.